# Ferula varia
Ferula varia là một loài thực vật có hoa trong họ Hoa tán. Loài này được (Schrenk) Trautv. mô tả khoa học đầu tiên năm 1866.

## Hình ảnh

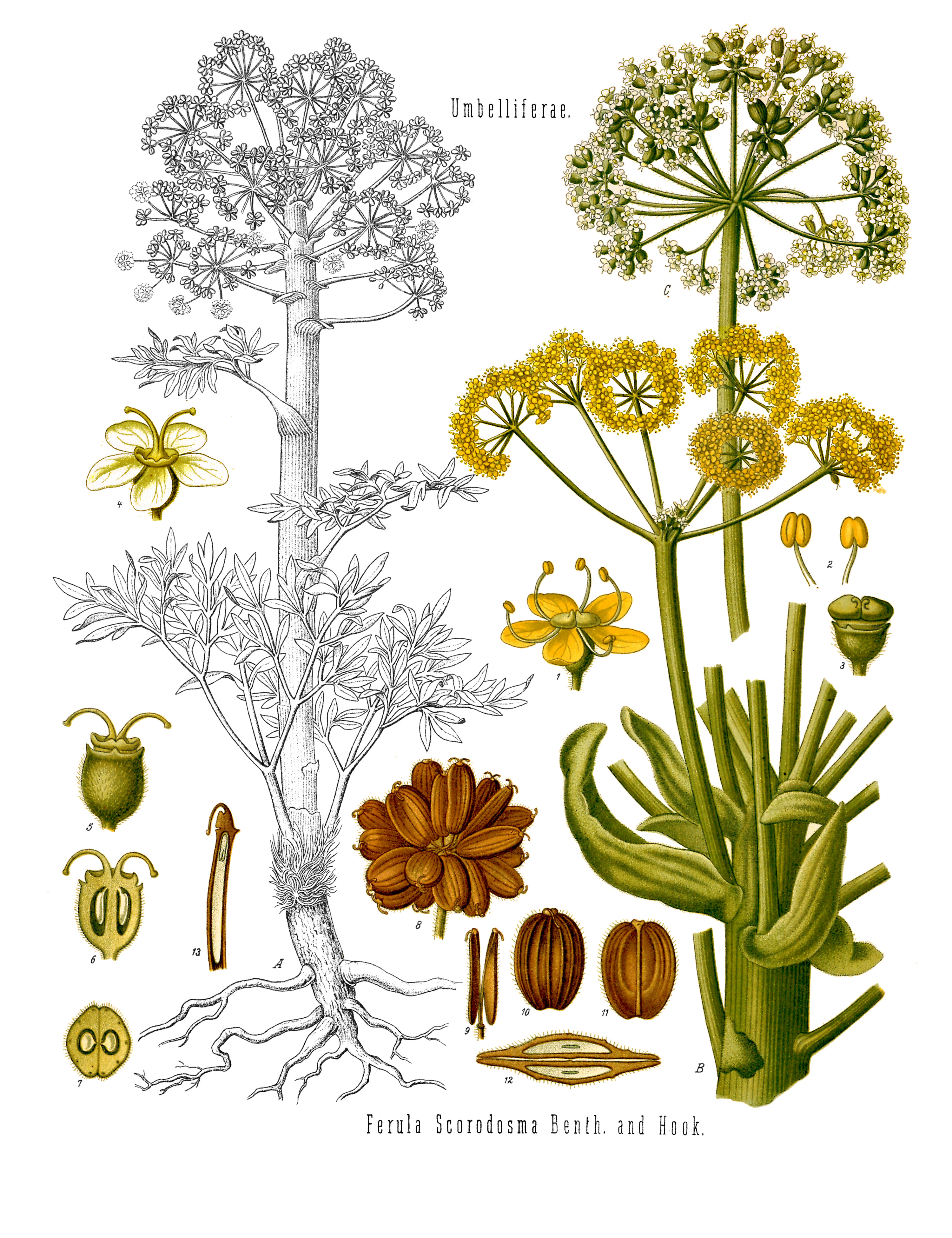
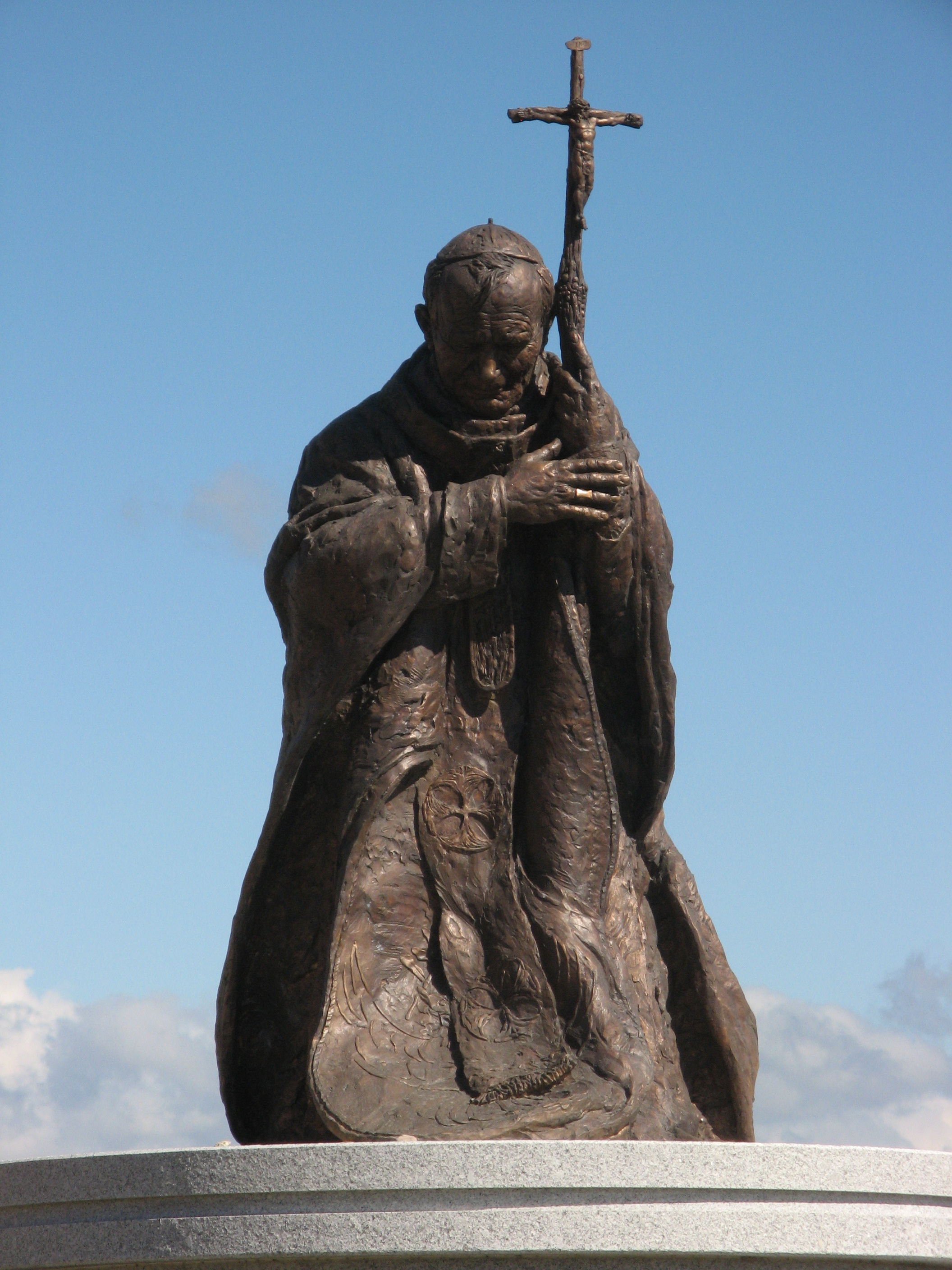
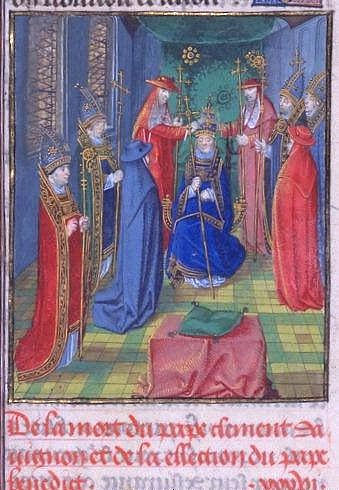
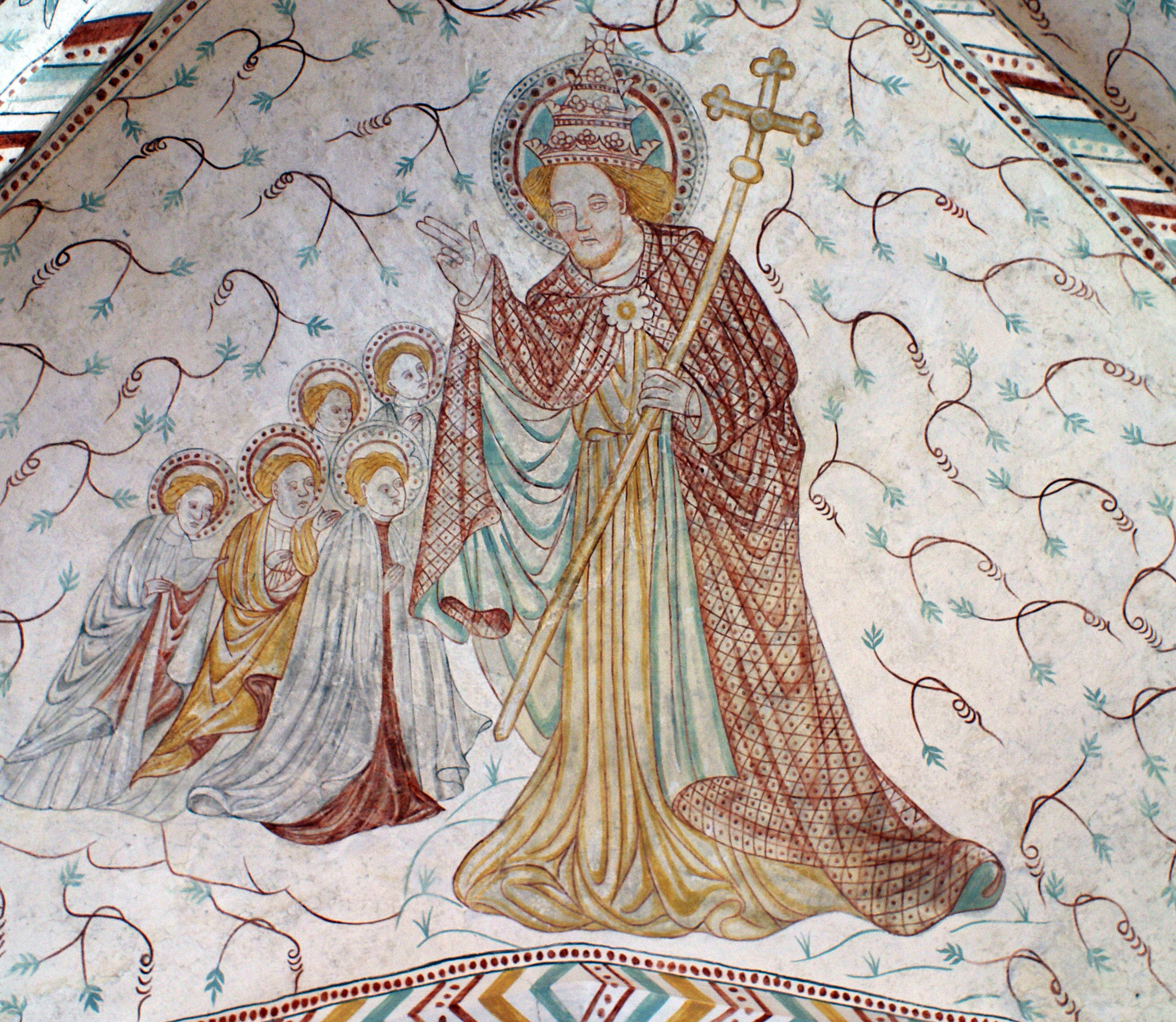